# Loughrea
Loughrea (in irlandese Baile Locha Riach) è una cittadina nella contea di Galway, in Irlanda.